# Maria Rivet
Maria Packuita Cynquela Rivet (* 20. April 1984) ist eine mauritische Fußballschiedsrichterin.
Seit 2013 steht sie auf der FIFA-Liste und leitet internationale Fußballpartien.
Beim Afrika-Cup 2016 in Kamerun pfiff Rivet ein Gruppenspiel. Beim Afrika-Cup 2018 in Ghana leitete Rivet zwei Spiele, darunter das Spiel um Platz 3 zwischen Kamerun und Mali (4:2).
Beim olympischen Fußballturnier 2020 in Rio de Janeiro wurde Rivet als Unterstützungsschiedsrichterin eingesetzt.
Rivet war Schiedsrichterin beim Algarve-Cup 2022.
Beim Afrika-Cup 2022 in Marokko leitete Rivet zwei Spiele, darunter das Halbfinale zwischen Marokko und Nigeria (1:1 n. V., 5:4 i. E.).
Zudem wurde sie als Schiedsrichterin für die U-17-Weltmeisterschaft 2022 in Indien nominiert.